# El club
El club (internationale titel: The Club) is een Chileense film uit 2015 onder regie van Pablo Larraín. De film ging in première op 9 februari op het Internationaal filmfestival van Berlijn 2015 in de competitie en won de Grote prijs van de jury (Zilveren Beer).

## Verhaal
Een groep priesters van verschillende leeftijden woont in groep samen met zuster Mónica in een huis aan de Chileense kust. Tussen het bidden en boetedoen door, trainen ze hun greyhounds voor de volgende wedstrijd. Na de aankomst van een nieuwe priester komt plots een man aan hun deur die de nieuwkomer beschuldigt. De nieuwkomer pleegt daarop zelfmoord met een pistool. De kerk zendt een onderzoeker naar de groep op zoek naar de waarheid.

## Rolverdeling
| Acteur              | Personage        |
| ------------------- | ---------------- |
| Roberto Farias      | Sandokán         |
| Antonia Zegers      | Zuster Mónica    |
| Alfredo Castro      | Priester Vidal   |
| Alejandro Goic      | Priester Ortega  |
| Alejandro Sieveking | Priester Ramirez |
| Jaime Vadell        | Priester Silva   |
| Marcelo Alonso      | Priester García  |
| Francisco Reyes     | Priester Alfonso |
| José Soza           | Priester Matías  |

## Prijzen en nominaties
| jaar | prijs                                   | categorie                               | genomineerde(n)                         | uitslag  |
| ---- | --------------------------------------- | --------------------------------------- | --------------------------------------- | -------- |
| 2015 | Internationaal filmfestival van Berlijn | Grote prijs van de jury (Zilveren Beer) | Grote prijs van de jury (Zilveren Beer) | Gewonnen |

## Productie
De film werd geselecteerd als Chileense inzending voor de beste niet-Engelstalige film voor de 88ste Oscaruitreiking.